# Apeadeiro de Pedra Furada

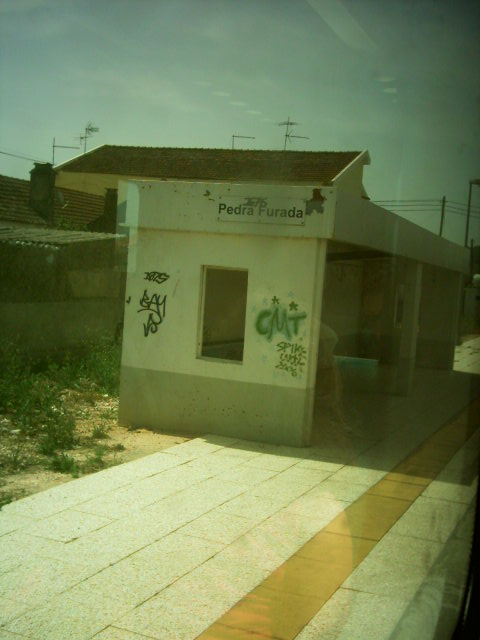
Abrigo do Apeadeiro de Pedra Furada, em 2008

O apeadeiro de Pedra Furada é uma interface da Linha do Oeste, que serve a povoação de Pedra Furada, no concelho de Sintra, em Portugal. 

## Descrição

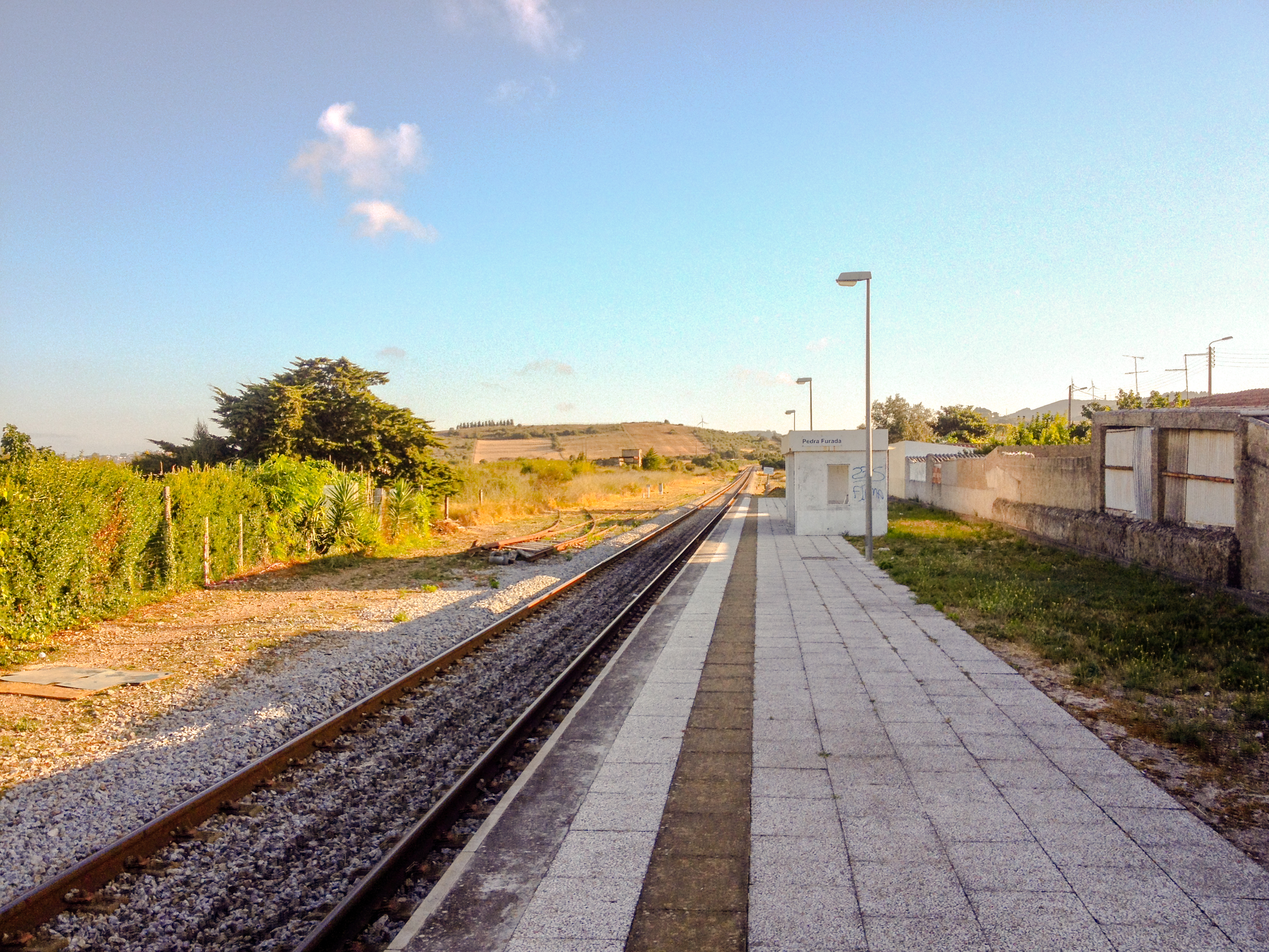
Vista geral do apeadeiro de Pedra Furada em 2017.

### Localização e acessos
Este apeadeiro localiza-se a norte da Avenida do Lapiás (= ER-19), no lugar de Pedra Furada, por onde tem o seu único acesso; esta estrada comunica-a com Alfouvar e Negrais, estando também próxima a Anços e Maceira.[carece de fontes?]

### Infraestruturas
Perto do apeadeiro iniciavam-se os desvios de Via e Obras - Pedra Furada (ao PK 29+889):p.19 e do Consórcio. O abrigo de plataforma situava-se do lado nascente da via (lado direito do sentido ascendente, para Figueira da Foz).

### Serviços
Em dados de 2017, apeadeiro de Pedra Furada é servido por todos os comboios do tramo sul da Linha do Oeste, todos eles de tipologia regional. É servido por oito comboios diários por sentido, três dos quais com início em Lisboa-Santa Apolónia e término em Leiria (vice-versa). O primeiro comboio em sentido Lisboa inicia em Torres Vedras, bem como aí termina o último no sentido Figueira da Foz.

## História
Esta interface situa-se no lanço da Linha do Oeste entre Agualva-Cacém e Torres Vedras, que foi aberto à exploração em 21 de Maio de 1887, pela Companhia Real dos Caminhos de Ferro Portugueses.
Em 2013 foram extintas as instalações de Via e Obras anexas a este interface.
É prevista a sua reformulação aquando da duplicação da via entre este apeadeiro e Mira Sintra - Meleças, no âmbito da eletrificação da Linha do Oeste, especulando-se que venha a ser promovido à categoria de estação.